# Горько! (фильм, 2013)
«Го́рько!» — российский комедийный фильм, дебютная полнометражная кинокартина режиссёра Жоры Крыжовникова, снятая в стиле «видео со свадьбы». Сценарий к фильму был написан Алексеем Казаковым, Николаем Куликовым, Жорой Крыжовниковым по оригинальной идее продюсеров Ильи Бурца и Дмитрия Нелидова. Премьерный показ ленты состоялся 10 октября 2013 года в Нью-Йорке в рамках «Недели российского кино».
Фильм вышел в российский кинопрокат 24 октября 2013 года. Картина получила положительные отзывы от большинства российских кинокритиков. В своих отзывах они отмечали, что режиссёр снял смешной, остроумный и по-настоящему народный фильм. «Горько!» является самым прибыльным отечественным фильмом в истории российского кинопроката, сумевшим собрать более 27,3 миллионов долларов при бюджете в 1,5 миллиона.
Фильм удостоен премии «Ника» в категории «Открытие года» (Жора Крыжовников) и номинации на «Нику» за «Лучший фильм», а также девяти номинаций на премию «Золотой орёл». Через год, 23 октября 2014, в прокат вышло продолжение фильма — «Горько! 2».
В марте 2016 года мексиканская студия приобрела права на съёмки ремейка фильма, который вышел в 2018 году под названием «Горько в Мексике».

## Сюжет
Рома и Наташа планируют свою скорую свадьбу. Брат Ромы снимает будущих молодожёнов на камеру, пока те мечтательно рассказывают о том, как познакомились и какую именно свадьбу хотят. Они прогрессивные молодые люди, поэтому в их грёзах они будут жениться на берегу моря, пройдут к алтарю по цветочной аллее, пригласят модного диджея. Однако отчим девушки, мужчина старой закалки, бывший десантник, а ныне служащий городской администрации, видит свадьбу по-другому. Борису Ивановичу чужды новомодные церемонии, и, по его мнению, во всём этом нет души, чего с лихвой можно найти на традиционной российской свадьбе с водкой, тамадой, пошлыми конкурсами и приглашённой группой «Голубые береты».
День свадьбы приближается, а дети по-прежнему не могут найти взаимопонимание с родственниками, поэтому решаются на рискованный шаг. Наташа договаривается со своим начальником Семёном, который вращается в кругах высокопоставленных людей и знает толк в вечеринках, организовать им «вторую свадьбу». По замыслу молодых, они погуляют немного на организованной родителями свадьбе, а затем, когда все напьются, незаметно переместятся на берег моря, где их будет ждать организованная Семёном вечеринка. Ради этого Рома и Наташа продают новенький автомобиль, который им на свадьбу подарил Борис Иванович.
Но в день свадьбы всё идёт не по плану. Семён устраивает крутую вечеринку, пригласив туда совершенно незнакомых гламурных людей, не обозначив, что это вообще свадьба. Кое-как сбежав с первой свадьбы, Рома и Наташа понимают, что оказались в окружении неприятных и неизвестных им людей, которые пришли развлечься за чужой счёт. Тем временем на первой свадьбе, изрядно напившись, гости вдруг осознают, что потеряли виновников торжества. Возглавляемые возмущённым Борисом Ивановичем, в полном составе они отправляются на поиски молодых, что приводит их на вторую тайную свадьбу. Интересы представителей кардинально различных слоёв общества сталкиваются, что быстро перетекает в масштабную потасовку. Начинается перестрелка с участием ОМОНа, невеста поджигает саму себя, а жених тонет на самодельном паруснике. В конце фильма все идут купаться в море.

## В ролях
| Актёр                | Роль                                                                                      |
| -------------------- | ----------------------------------------------------------------------------------------- |
| Егор Корешков        | Рома жених, журналист в местной газете                                                    |
| Юлия Александрова    | Наташа невеста, сотрудница газовой компании                                               |
| Ян Цапник            | Борис Иванович Наташин отчим, бывший десантник, ныне работающий в городской администрации |
| Елена Валюшкина      | Татьяна мама Наташи, домохозяйка                                                          |
| Юлия Сулес           | Люба мама Ромы, Лёши и Димы, парикмахер                                                   |
| Василий Кортуков     | Евгений Геннадьевич отец Ромы, Лёши и Димы, занимается изготовлением блёсен               |
| Александр Паль       | Лёша брат Ромы и Димы по прозвищу Хипарь, недавно вышел из тюрьмы                         |
| Сергей Светлаков     | камео приглашённый «звёздный» ведущий на свадьбу                                          |
| Валентина Мазунина   | Ксюха девушка Лёши                                                                        |
| Данила Якушев        | Семён начальник Наташи, организовавший молодожёнам «вторую свадьбу»                       |
| Сергей Лавыгин       | дядя Толя родственник из Туапсе со стороны жениха                                         |
| Сергей Габриэлян мл. | Дима младший брат Ромы и Лёши, оператор                                                   |
| Анна Матвеева        | Маша подруга невесты                                                                      |
| Анастасия Мельникова | Алинеша подруга невесты                                                                   |
| Анастасия Добахова   | Люда подруга невесты                                                                      |
| Михаил Грубов        | Саня друг жениха                                                                          |
| Александр Крюков     | Пылик друг жениха                                                                         |
| Максим Казаков       | Макс друг жениха                                                                          |
| Никита Пикалов       | Рустам друг жениха                                                                        |
| Сергей Лобанов       | Сергеевич друг Бориса Ивановича, бывший десантник                                         |
| Евгения Агенорова    | бабушка со стороны жениха                                                                 |
| Наталья Арсентьева   | Настасья Филипповна грустная тамада                                                       |
| Владислав Ушаков     | Григорий толстяк-оператор                                                                 |
| Александр Верхоляк   | диджей                                                                                    |
| Юлия Тигеева         | певица                                                                                    |

## Создание

### Кастинг
На роль отчима главной героини режиссёр сначала выбрал Владимира Машкова, но у них не совпали рабочие графики, в итоге роль получил актёр Ян Цапник. Актёр приехал на пробы из Санкт-Петербурга и сходу наимпровизировал, по словам режиссёра, множество странных смешных текстов, которые сразу же были вписаны в сценарий. Ян Цапник, как и его герой в фильме, служил в десантных войсках, поэтому ему не составило большого труда влиться в коллектив десантников, с которыми он по сюжету исполняет песню «Синева». В отличие от своего героя, в жизни актёр не носит усов, поэтому ему наклеивали искусственные.
По первоначальному сценарию, главной героине Наталье должно было быть 18 лет, и когда подходящая молодая актриса была найдена, продюсеры попросили проверить, как будет выглядеть использованная в фильме съёмка в стиле мокьюментари. На гонорары актёрам денег не было, поэтому режиссёр попросил поучаствовать в пробных съёмках всех своих знакомых и свою жену — актрису Юлию Александрову. Во время съёмок на неё обратил внимание один из продюсеров фильма — Илья Бурец, предложивший актрисе самой попробоваться на роль Наташи. Когда материалы с её видеопробами были отосланы ещё одному продюсеру фильма — Тимуру Бекмамбетову, тот сказал, что на роль невесты больше никого искать не нужно.

### Съёмки
Съёмки проходили в мае 2013 года в Геленджике, Новороссийске и селе Дивноморском. Материал был отснят в короткие сроки — за 23 съёмочных дня.
Режиссёр фильма хотел показать реальных людей и реальную свадьбу: «Меня раздражает, что в наших современных комедиях наша страна выглядит как некая страна Гламурия, которая не имеет никакого отношения к России. Наши люди так себя не ведут, так не одеваются, так не шутят. Готовясь к съёмкам, мы искали вдохновение не в глянцевых журналах, а, скорее, в роликах с YouTube».
Готовясь к съёмкам, режиссёр опросил жителей Геленджика о песнях, чаще всего звучащих в ресторанах. Лидером опроса стала песня Михаила Шуфутинского «Левый берег Дона», которая в итоге звучит в фильме в числе первых.
В один из съёмочных дней в селе Дивноморском разразился шторм, сорвавший съёмку эпизодов свадьбы на берегу моря. Съёмочной группе пришлось переносить оборудование и разбирать декорацию ночного клуба, построенную на пирсе. Поднявшиеся волны дважды уносили в море специально сооружённую платформу, на которой Наташа ждёт Рому, плывущего к ней на лодке.
Исполнители главных ролей Юлия Александрова и Егор Корешков вместе уже снимались у Жоры Крыжовникова в короткометражке «Счастливая покупка». «Юля Александрова — драматическая артистка. Пережила все перипетии, как тонкий ручеёк облила сюжетные повороты своей органикой. <…> Егор — талант, обладает невероятной мужской харизмой. Чудесный жених, если нужны кому-то женихи в кино — бросаю клич», — говорит Жора Крыжовников об актёрах. Для Егора Корешкова это уже третий фильм, где ему приходится исполнять роль жениха на свадьбе.
Танец Валентины Мазуниной под «Одиночество — сволочь» отсутствовал в сценарии и был полностью сымпровизирован актрисой. Создателям картины так понравилась эта импровизация, что было принято решение включить её в окончательный вариант.
Начальная сцена «интервью», где Рома и Наташа рассказывают о себе, тоже была во многом сымпровизирована. В сценарии было только несколько фраз: «Я сначала думала, что он гей», «Я работаю в газовой отрасли, но я не газовик», — а остальное актёры придумали сами.

## Отзывы о фильме
Фильм получил положительные отзывы от большинства российских кинокритиков.
Кинокритик Андрей Плахов из газеты «Коммерсантъ»: «Фильм показал, что, если у создателей есть талант, попсовый сюжет необязательно должен быть воплощён плоско и пошло. <…> Фильм берёт и практически всюду выдерживает правильную интонацию между сарказмом и снисхождением, иронией и нежностью. В нём нет затянутых сцен, монтаж энергичен, артисты играют самозабвенно, но режиссёр их вовремя ограничивает рамками сюжета и времени».
Главный редактор журнала «Empire» Борис Хохлов назвал фильм «одной из лучших российских комедий последних лет, которая может стать по-настоящему народной. <…> Все силы они бросают на аутентичную, затягивающую картинку (эффект присутствия создаётся потрясающий) и сценарий, в котором буквально что ни реплика, то потенциальная крылатая фраза», — отметил кинокритик. «Это броское, смелое и вызывающее, но ни в коем случае не пошлое кино — и, к слову, после него патриотизм и любовь к своей стране и народу просыпаются не в меньшей степени, чем после той же „Легенды № 17“», — утверждает Борис Хохлов.
Антон Долин в журнале «Афиша» назвал фильм «первой по-настоящему талантливой, смешной и радикальной комедией постсоветской эпохи» на данную тему». По словам кинокритика, главная мысль фильма в том, что семья и родина — дар, от которого не отказываются и который не выбирают: «<…> когда все хором, со слезами уже не растерянности, но любви, всё-таки запевают треклятую лепсовскую „Натали“, сам себе не веря, начинаешь подпевать. И все печали утолены».
По словам обозревателя газеты «Коммерсантъ» Лидии Масловой, свадебный ритуал в фильме представляет собой «модель гражданского общества в миниатюре и вмещает в себя всё и всех: весь спектр эмоций, весь репертуар дичайших выходок, все стилистические варианты безвкусицы и весь паноптикум эксцентричных персонажей в пограничном состоянии».
Обозреватель информационного агентства «Интерфакс» Александр Пасюгин отметил, что в фильме, как и в произведениях Гоголя, Крылова, Салтыкова-Щедрина, есть «гротеск в сочетании с реализмом, обманчивая документальность, эффект узнавания. <…> И ведь „Горько!“, как и произведения Гоголя, не становится чернухой при всей мрачности и безысходности показываемого на экране», — говорит Александр Пасюгин.
Обозреватель журнала «Сноб» Вадим Рутковский назвал ленту лучшей комедией года и «очень изобретательным, виртуозно поставленным и богатым на точные детали» фильмом.
Отрицательный отзыв «Под одеждой все голые» дал обозреватель «Российской газеты» Валерий Кичин: «Полтора часа наблюдать за натурально бухими персонажами — дело малоинтересное» и обозреватель газеты «Аргументы и факты» Елена Меньшенина: «Мысль режиссёра, который хотел показать весёлую русскую свадьбу, можно понять, но надо бы и меру знать».
В 2014 году фильм стал претендентом на выдвижение от России на премию «Оскар-2015» в категории «Лучший фильм на иностранном языке», его основным конкурентом был фильм «Левиафан», набравший 14 голосов жюри российского оскаровского комитета. «Горько!» же получил 8 голосов.
В 2016 году британский актёр Рэйф Файнс выделил фильм из современных российских лент и сказал, что эта комедия ему очень понравилась. По его словам, его друзья из России сочли, что в этом фильме «русские показаны как пьяницы», на что актёр ответил: «Я удивился и засмеялся, потому что точно знаю, что может быть английская, французская, ирландская версия „Горько!“».

## Награды и номинации

### Награды
- Премия журнала The Hollywood Reporter Russia в категории «Дебют года» — Жора Крыжовников[26]
- Премия «Ника» в категории «Открытие года» — Жора Крыжовников
- Премия журнала The Hollywood Reporter Russia в категории «Аванс» (Самым перспективным актёрам) — Юлия Александрова и Александр Паль[27]
- Премия журнала GQ Russia «Человек года — 2014» в категории «Открытие года» — Александр Паль[28]

### Номинации
- Премия «Золотой орёл»[29]
  - за лучший фильм
  - за лучшую режиссёрскую работу — Жора Крыжовников
  - за лучший сценарий — Алексей Казаков, Николай Куликов, Жора Крыжовников
  - за лучшую женскую роль — Юлия Александрова
  - за лучшую женскую роль второго плана — Елена Валюшкина
  - за лучшую мужскую роль второго плана — Ян Цапник
  - за лучшую операторскую работу — Дмитрий Грибанов
  - за лучший монтаж фильма — Александр Верхоляк
  - за лучшую работу звукорежиссёра — Анатолий Тюриков
- Премия «Ника» за лучший фильм